# 林特河
林特河（德語：Linth）是瑞士联邦境内的一条河流，发源于格拉鲁斯州林塔尔附近的特迪山（海拔高度3,614米），流经圣加仑州和施维茨州，最后注入苏黎世湖的上湖。林特河总长度为63.5千米，流域面积为1141.75平方公里。
苏黎世湖超过三分之二的湖水来源于林特河，而苏黎世湖的出水口为利马特河，所以林特河为利马特河的上游。
林特-利默特水电站位于林特河上游，催生了格拉鲁斯州的纺织工业。

## 图集

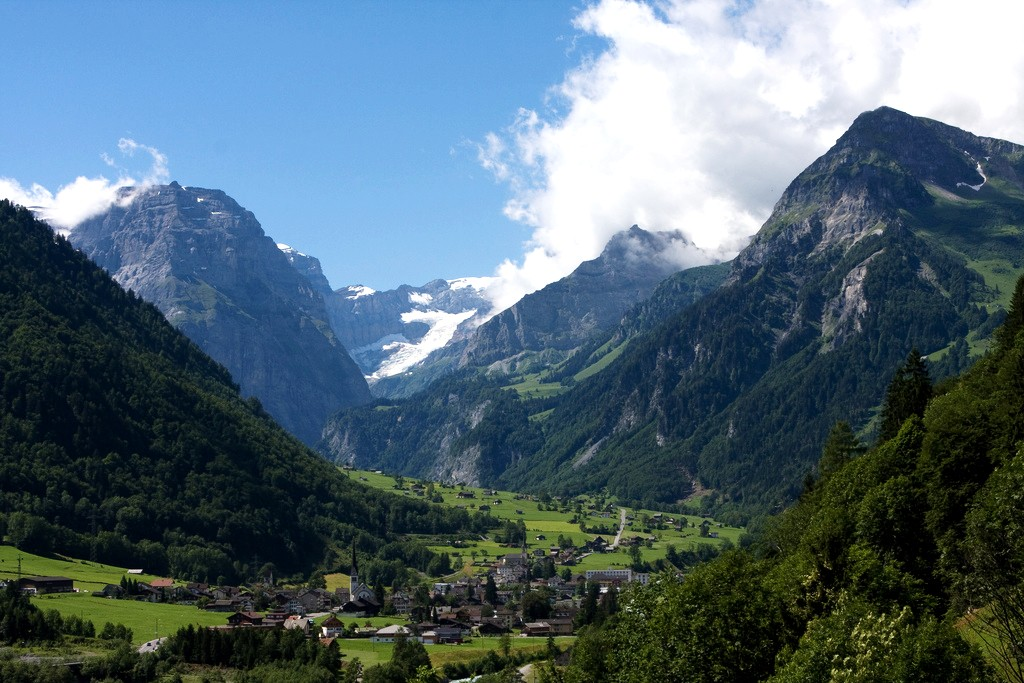
林特河谷上游，图中近景为林特河和林塔尔，远景为特迪山和比费尔滕冰川（德语：Bifertenfirn）
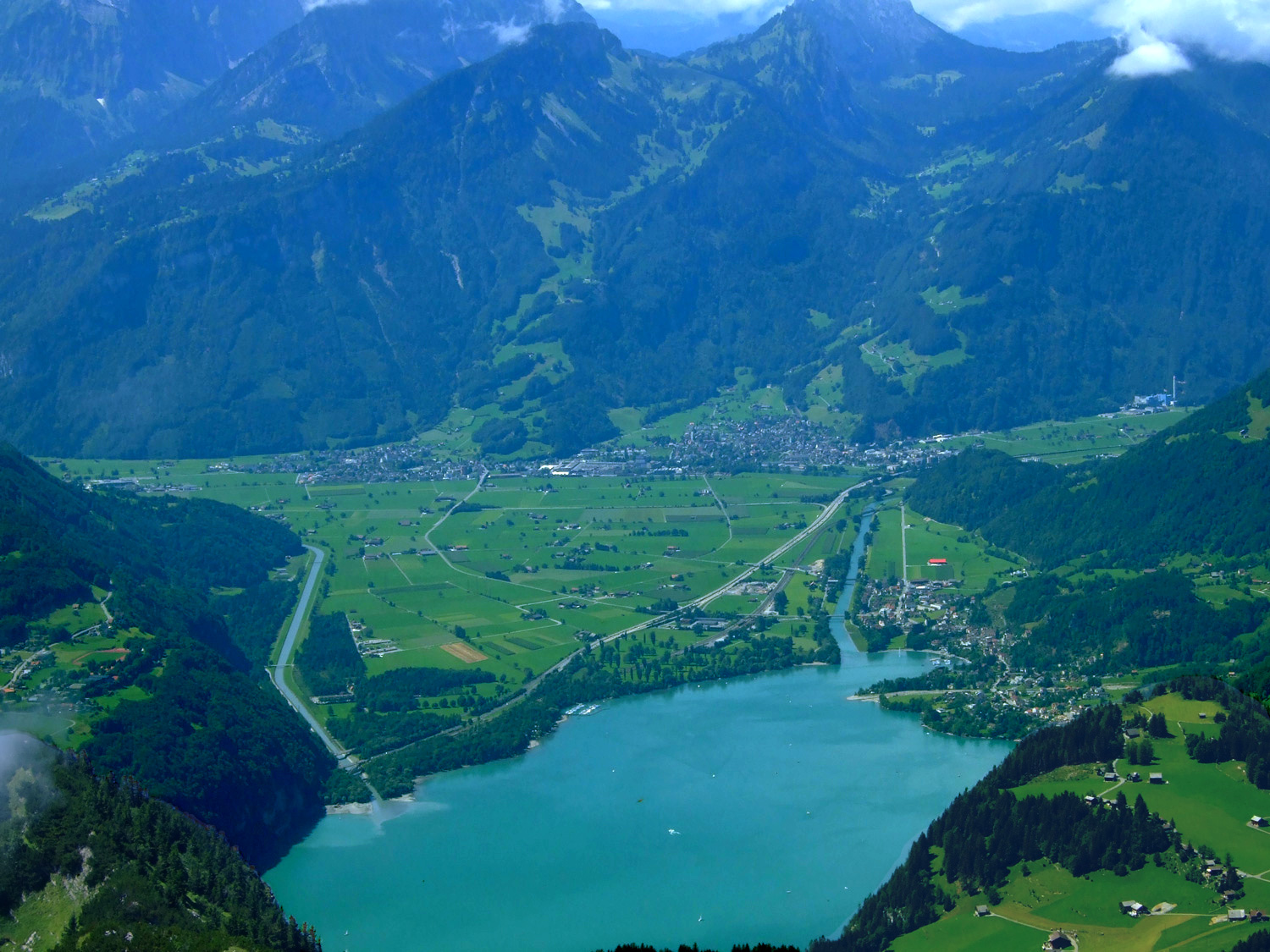
图中下方为瓦伦湖，林特河从左侧流入，从右侧的韦森流出形成林特平原（德语：Linthebene）
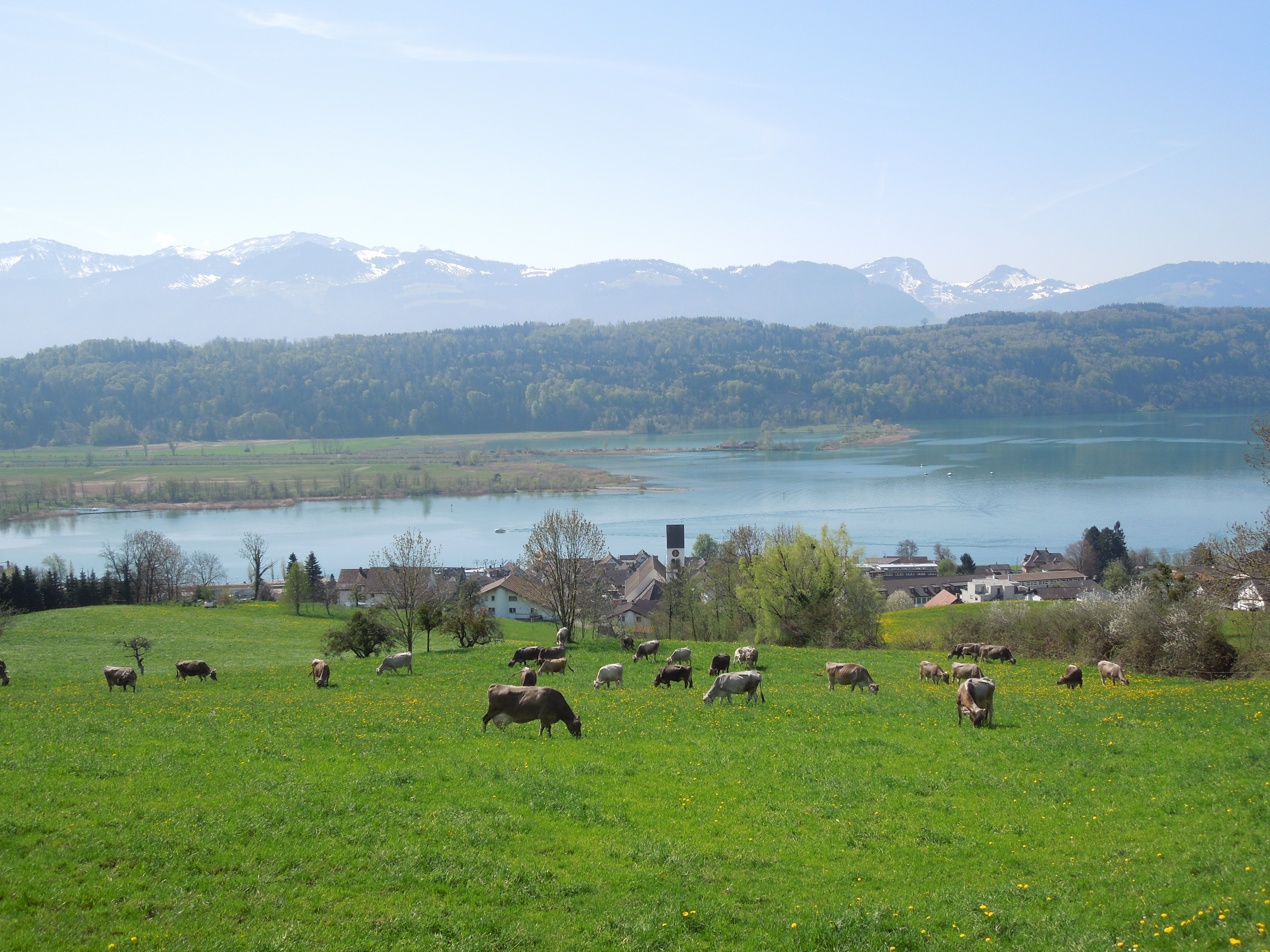
位于苏黎世湖东部施梅里孔的林特河河口